# Heavy Tango
Heavy Tango es un álbum de estudio de la cantante y actriz argentina Nacha Guevara, publicado en 1991 por BMG y RCA Records. Grabado entre abril y agosto de 1991, fue su único trabajo musical publicado durante los años noventa. Como indica su título, el álbum intenta ser una fusión del tango con el heavy metal, inspirado en la música de Bon Jovi de fines de los años ochenta. El proyecto fue producido y dirigido junto a su pareja de entonces, Miguel Ronsini (bajo su nombre artístico Mike Ron Sini). Cuenta con la colaboración de Tita Merello en su última grabación, en una versión hip-hop de «Se dice de mí». El Heavy Tango Tour recorrió Buenos Aires, Rosario y Córdoba. Además de Argentina, también se presentó en Málaga, el Gran Teatro de Huelva y en la Exposición Universal de Sevilla de 1992. Mientras estaba en España, Guevara apareció varias veces en el programa de Jesús Quintero.
El álbum recibió duras críticas por la mayor parte de la prensa, y es considerado su trabajo más cuestionado. Fue acusada de «arruinar el tango y el rock simultáneamente», y el álbum ha sido calificado como una «esperpéntica temeridad», un «extraño engendro de géneros», y «una gronchada». Aun así, también ha sido reconocido como un trabajo pionero del «tango fusión», años antes de que apareciera el tango electrónico. En una entrevista de 2018, Nacha Guevara dijo del álbum: «¡Después lo hicieron todos! Los más reaccionarios en cuanto a la recepción fueron los rockeros, no los tangueros.»

## Lista de canciones
| Heavy Tango |                                    |                          |                          |          |  |
| N.º         | Título                             | Letras                   | Música                   | Duración |  |
| 1.          | «Uno»                              | Enrique Santos Discépolo | Mariano Mores            | 4:55     |  |
| 2.          | «Yira yira»                        | Enrique Santos Discépolo | Enrique Santos Discépolo | 4:22     |  |
| 3.          | «La última curda»                  | Cátulo Castillo          | Aníbal Troilo            | 4:27     |  |
| 4.          | «Malevaje»                         | Enrique Santos Discépolo | Juan de Dios Filiberto   | 4:22     |  |
| 5.          | «Cambalache»                       | Enrique Santos Discépolo | Enrique Santos Discépolo | 3:05     |  |
| 6.          | «Desencuentro»                     | Cátulo Castillo          | Aníbal Troilo            | 4:05     |  |
| 7.          | «Mi Bs. As. querido»               | Alfredo Le Pera          | Carlos Gardel            | 4:09     |  |
| 8.          | «Se dice de mí» (con Tita Merello) | Ivo Pelay                | Francisco Canaro         | 3:34     |  |
| 9.          | «Los mareados»                     | Enrique Cadícamo         | Juan Carlos Cobián       | 6:06     |  |
| 10.         | «El choclo»                        | Enrique Santos Discépolo | Ángel Villoldo           | 3:59     |  |
| 11.         | «Che bandoneón»                    | Homero Manzi             | Aníbal Troilo            | 1:10     |  |
| 44:10       |                                    |                          |                          |          |  |

## Créditos
| - Nacha Guevara – producción e idea y diseño de arte - Mike Ron Sini – arreglos, dirección musical, producción e idea y diseño de arte - Anel Paz – arreglos, dirección musical, producción y programación MIDI - Mario Breuer – ingeniero de sonido - Guido Nissenson – ingeniero asistente - Luciano Rodofili – producción ejecutiva - Maximiliano Gilbert – asistente de producción | - Lino Patalano – producción general - Bernie Grundman – masterización - Pablo Aguilar – supervisión de la masterización - Guillermo Monteleone – fotografía - José Luis Servioli – dirección de arte - Claudio Aboy – ilustrador |